# Prix Grinzane-Cavour

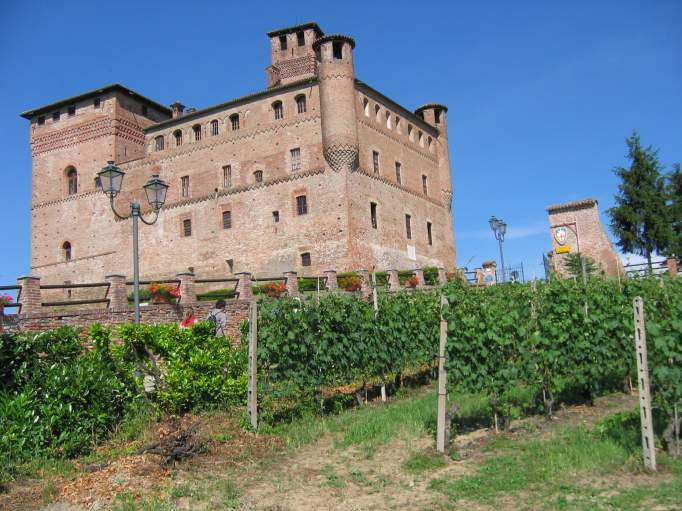
Le château de Grinzane Cavour, ancien siège du prix.

Le prix Grinzane-Cavour était un prix littéraire italien créé en 1982 par Don Francis Meotto. La cérémonie avait lieu au château de Grinzane Cavour, dans les Langhe, une partie de la région italienne du Piémont.
L'objectif de ce prix était d'amener les jeunes à lire, le système de vote était divisé en deux phases: un jury de critiques littéraires sélectionnait les auteurs finalistes (les vainqueurs), puis un panel d'étudiants italiens et étrangers en choisissait le « super-vainqueur ». D'autres prix spécialisés étaient attribués
Le prix Grinzane-Cavour a officiellement cessé d'exister le 31 mars 2009 avec la liquidation de l'association à la suite du scandale d'abus de confiance dans lequel son président Giuliano Soria (it) a été impliqué. Ses avoirs, après mise en faillite, ont été acquis par la fondation culturelle Monforte d'Alba Bottari Lattes qui, depuis 2011, a créé le Prix international Bottari Lattes Grinzane

## Prix décernés
| - 1982 - Gennaro Manna* La casa di Napoli - Primo Levi Lilit - Antonio Terzi La fuga delle api - 1983 - Giorgio Vigolo* La Virgilia - Raffaele Crovi Fuori del paradiso - Cesare Greppi I testimoni - 1984 - Luca Desiato* Galileo mio padre - Virgilio Scapin La giostra degli arcangeli - Antonio Tabucchi Donna di Porto Pim - 1985 - Sebastiano Vassalli* La notte della cometa - Paolo Barbaro Malalali - Giuseppe Bonura Il segreto di Alias - 1986 - Giorgio Prodi* Lazzaro - Gianni Celati Narratori delle pianure - Luigi Santucci Il ballo della sposa - 1987 - Franco Ferrucci* Il mondo creato - Ermanno Olmi Ragazzo della Bovisa - Nico Orengo Dogana d'amore - 1988 - Vincenzo Consolo* Retablo - Manlio Cancogni Il genio e niente - Lalla Romano Nei mari estremi - 1989 - Luigi Malerba* Testa d'argento - Stefano Jacomuzzi Un vento sottile - Raffaele La Capria La neve del Vesuvio - 1990 - Roberto Pazzi* Vangelo di Giuda - Cecilia Kin Autoritratto in rosso - Alberto Vigevani La casa perduta - 1991 - Giorgio Calcagno* Il gioco del prigioniero - Roberto Mussapi Tusitala - Ferruccio Parazzoli 1994 - La nudità e la spada - 1992 - Gianni Riotta* Cambio di stagione - Paola Capriolo Il doppio regno - Vincenzo Cerami L'ipocrita - 1993 - Raffaele Nigro* Ombre sull'Ofanto - Cordelia Edvardson La principessa delle ombre - Salvatore Mannuzzu La figlia perduta - 1994 - Rossana Ombres* Un dio coperto di rose - Guido Ceronetti D.D. Deliri Disarmati - Laura Pariani Di corno o d'oro - 1995 - Luca Doninelli* Le decorose memorie - Alberto Arbasino Mekong - Francesco Biamonti Attesa sul mare - 1996 - Mario Rigoni Stern* Le stagioni di Giacomo - Paolo Barbaro La casa con le luci - Rosetta Loy Cioccolata da Hanselmann - 1997 - Marco Lodoli* Il vento - Paolo Di Stefano Azzurro, troppo azzurro - Gina Lagorio Il bastardo - 1998 - Daniele Del Giudice* Mania - Silvana La Spina L'amante del Paradiso - Alessandro Tamburini L'onore delle armi - 1999 - Aurelio Picca* Tuttestelle - Sergio Givone Favola delle cose ultime - Fabrizia Ramondino L'isola riflessa - 2000 - Filippo Tuena* Tutti i sognatori - Luca Doninelli La nuova era - Laura Pariani La signora dei porci - 2001 - Diego Marani* Nuova grammatica finlandese - Giuseppe Bonura Le notti del cardinale - Manlio Cancogni Il mister - 2002 - Margaret Mazzantini* Non ti muovere - Arnaldo Colasanti Gatti e scimmie - Romana Petri La donna delle Azzorre - 2003 - Boris Biancheri* Il ritorno a Stomersee - Alberto Asor Rosa L'alba di un mondo nuovo - Clara Sereni Passami il sale - 2004 - Elena Gianini Belotti* Prima della quiete - Marina Jarre Ritorno in Lettonia - Andrea Vitali Una finestra vistalago - 2005 - Alessandro Perissinotto* Al mio giudice - Eraldo Affinati Secoli di gioventu - Maria Pace Ottieri Abbandonami - 2006 - Tullio Avoledo* Tre sono le cose misteriose - Silvia Di Natale L’ombra del cerro - Silvana Grasso Disio - 2007 - Marcello Fois* Memoria del vuoto - Gianni Clerici Zoo - Rosa Matteucci Cuore di mamma - 2008 - Michele Mari* Verderame - Elisabetta Rasy L’estranea - Serena Vitale L’imbroglio del turbante (*Super-vainqueur) | - 1982 - Michael Crichton* Congo - Tadeusz Konwicki La Petite Apocalypse - Vladimir Maksimov La ballata di Sawa - 1983 - Iouri Rytkheou* Un sogno ai confini del mondo - Jorge Amado I guardiani della notte - Thomas Bernhard Perturbamento - 1984 - Nathalie Sarraute* Infanzia - Yordan Raditchkov I racconti di Cerkazki - Amos Tutuola La mia vita nel bosco degli spiriti - 1985 - Truls Ora* Nube di vernice - Nadine Gordimer Luglio - Kurt Vonnegut Il grande tiratore - 1986 - Bernard-Henri Lévy* Il diavolo in testa - Wole Soyinka La foresta dei mille demoni - Mario Vargas Llosa Storia di Mayta - 1987 - Graham Swift* Il paese dell'acqua - Jean Levi Il grande imperatore e i suoi automi - José Saramago L'anno della morte di Ricardo Reis - 1988 - Wilma Stockenström* Spedizione al baobab - Julian Barnes Il pappagallo di Flaubert - Eduardo Mendoza La città dei prodigi - 1989 - Doris Lessing* Il quinto figlio - Leonid Borodin La separazione - Marvel Moreno In dicembre tornavano le brezze - 1990 - Alfredo Conde* Il grifone - Thorsten Becker L'ostaggio - Tatjana Tolstaja Sotto il portico dorato - 1991 - Michel Tournier* Mezzanotte d'amore - Ian McEwan Lettera a Berlino - Edna O'Brien La ragazza dagli occhi verdi - 1992 - Izrail' Metter* Il quinto angolo - Adolfo Bioy Casares L'orologiaio di Faust - Ismaïl Kadaré La città di pietra - 1993 - Jean d'Ormesson* Il romanzo dell'ebreo errante - Homero Aridjis 1492 Vita e tempi di Juan Cabezón di Castiglia - Anita Desai Notte e nebbia a Bombay - 1994 - Cees Nooteboom* La storia seguente - Ben Okri La via della fame - Avraham B. Yehoshua Cinque stagioni - 1995 - Robert Schneider* Le voci del mondo - René Depestre L'albero della cuccagna - Aidan Mathews Rossetto sull'ostia - 1996 - Paulo Coelho* L'alchimista - Lars Gustafsson Storia con cane - Michael Ondaatje Buddy Bolden's Blues - 1997 - David Grossman* Ci sono bambini a zigzag - Alvaro Mutis Abdul Bashur, sognatore di navi - Bernhard Schlink A voce alta - 1998 - Yu Hua* Vivere! - Ismaïl Kadaré La piramide - Candia McWilliam Terra di confine - 1999 - Andrew Miller* Il talento del dolore - Jean Rouaud Il mondo pressappoco - David J. Taylor L'accordo inglese - 2000 - Michael Cunningham* Le ore - Tahar Ben Jelloun L'albergo dei poveri - Ursula Hegi Come pietre nel fiume - 2001 - Chaïm Potok* In principio - Amin Maalouf Il periplo di Baldassarre - Antonio Skarmeta Le nozze del poeta - 2002 - Orhan Pamuk* Il mio nome è rosso - Alfredo Bryce Echenique La tonsillite di Tarzan - Christoph Hein Willenbrock - 2003 - Javier Cercas* Soldati di Salamina - Miljenko Jergović Mama Leone - Ahmadou Kourouma Allah non e mica obbligato - 2004 - Natasha Radojcic-Kane* Ritorno a casa - Péter Esterházy Harmonia Caelestis - Édouard Glissant Il quarto secolo - 2005 - Rosa Montero* La pazza di casa - Thomas Hettche Il caso Arbogast - Dương Thu Hương Oltre ogni illusione - 2006 - Laura Restrepo* Delirio - Gamal Ghitany Schegge di fuoco - Miguel Sousa Tavares Equatore - 2007 - Pascal Mercier* Treno di notte per Lisbona - Ala Al-Aswami Palazzo Yacoubian - Philippe Forest Per tutta la notte - 2008 - Bernardo Atxaga* Il libro di mio fratello - Ingo Schulze Vite nuove - Lioudmila Oulitskaïa Sinceramente vostro, Šurik (*Super-vainqueur) |

| - 1986 Giorgio Melchiori, angliciste - 1987 Oreste Macrì, hispaniste - 1988 Magda Olivetti, germaniste - 1989 Carlo Bo, français - 1990 Eridano Bazzarelli, russe - 1991 Giovanni Bogliolo, français - 1992 Pietro Marchesani, lingua polacca - 1993 Carlo Carena, latiniste - 1994 Giovanni Raboni, français - 1995 Renata Colorni, allemande - 1996 Glauco Felici, hispaniste - 1997 Agostino Lombardo, angliciste - 1998 Luca Canali, latin - 1999 Maria Luisa Spaziani, français - 2000 Gian Piero Bona, français - 2001 Umberto Gandini, allemand - 2002 Ettore Capriolo, angliciste - 2003 Fernanda Pivano, angliciste - 2004 Hado Lyria, hispaniste - 2005 Serena Vitale, russe - 2006 Isabella Camera d'Afflitto, arabiste - 2007 Renata Pisu, littérature et culture chinoise - 2008 Giorgio Amitrano, japonais - 2009 Alessandro Serpieri, angliciste | - 1990 Andrea Canobbio Vasi cinesi - 1991 Luca Damiani Guardati a vista, Enzo Muzii Punto di non ritorno - 1992 Marco Alloni La luna nella Senna - 1993 Allen Kurzweil La scatola dell’inventore - 1994 Silvana Grasso Nebbie di ddraunara - 1995 Giuseppe Culicchia Tutti giù per terra - 1996 Alessandro Barbero Bella vita e guerre altrui di Mr. Pyle, gentiluomo - 1997 Gianni Farinetti Un delitto fatto in casa - 1998 Lorenzo Pavolini Senza Rivoluzione - 1999 Rosa Matteucci Lourdes - 2000 Younis Tawfik La straniera - 2001 Richard Mason Anime alla deriva - 2002 Davide Longo Un mattino a Irgalem - 2003 Elena Loewenthal Lo strappo nell’anima - 2004 Sayed Kashua Arabi danzanti - 2005 Rupa Bajwa Il negozio di sari, Siddharth Dhanvant Shanghvi L’ultima canzone - 2006 Steven Hayward La mitzvah segreta di Lucio Burke, Ornela Vorpsi Il paese dove non si muore mai - 2007 Yasmine Ghata La notte dei calligrafi, Hélène Grimaud Variations sauvages - 2008 Léonora Miano Notte dentro |

| - 1991 Julien Green - 1992 Günter Grass - 1993 Czeslaw Milosz - 1994 Carlos Fuentes - 1995 Bohumil Hrabal - 1996 Kenzaburo Oe - 1997 Yves Bonnefoy - 1998 Jean Starobinski - 1999 Vidiadhar S. Naipaul - 2000 Manuel Vazquez Montalban - 2001 Doris Lessing, Toni Morrison - 2002 Daniel Pennac - 2003 John Maxwell Coetzee - 2004 Mario Vargas Llosa - 2005 Anita Desai - 2006 Derek Walcott - 2007 Amitav Ghosh - 2008 Don DeLillo | - 1996 Pietro Citati La colomba pugnalata - 1997 Daria Galateria Le fughe del Re Sole - 1998 Giuliano Baioni Il giovane Goethe - 2000 Cesare Segre Per curiosita - una specie di autobiografia - 2002 Paolo Cesaretti Teodora, Gian Carlo Roscioni Il desiderio delle Indie - 2007 Alberto Manguel Diario di un lettore - 2001 Hans Magnus Enzensberger - 2002 André Schiffrin - 2003 Antoine Gallimard - 2004 Odile Jacob - 2005 Jorge Herralde - 2006 Ulla Unseld-Berkéwicz - 2007 Ellen W. Faran |

| - 2006 Assia Djebar - 2007 Nadine Gordimer - 2008 Adonis - 1985 Giorgio Dell'Arti Vita di Cavour - 1986 Nuto Revelli L’anello forte - 1987 Paolo Paulucci Alla corte di Re Umberto, Giorgio Calcagno - 1988 Georges Virlogeux - 1989 Marcello Staglieno Un santo borghese - 1990 Virginia Galante Garrone Nel transito del vento - 1995 Wole Soyinka - 2001 Toni Morrison - 2006 Rigoberta Menchú - 2008 Aharon Appelfeld Badenheim 1939 | - 2006 Hanif Kureishi, Richard Ford |

## Sources
- (it) Cet article est partiellement ou en totalité issu de l’article de Wikipédia en italien intitulé « Prix Grinzane Cavour » (voir la liste des auteurs).